# Antiguo Matadero de Sevilla

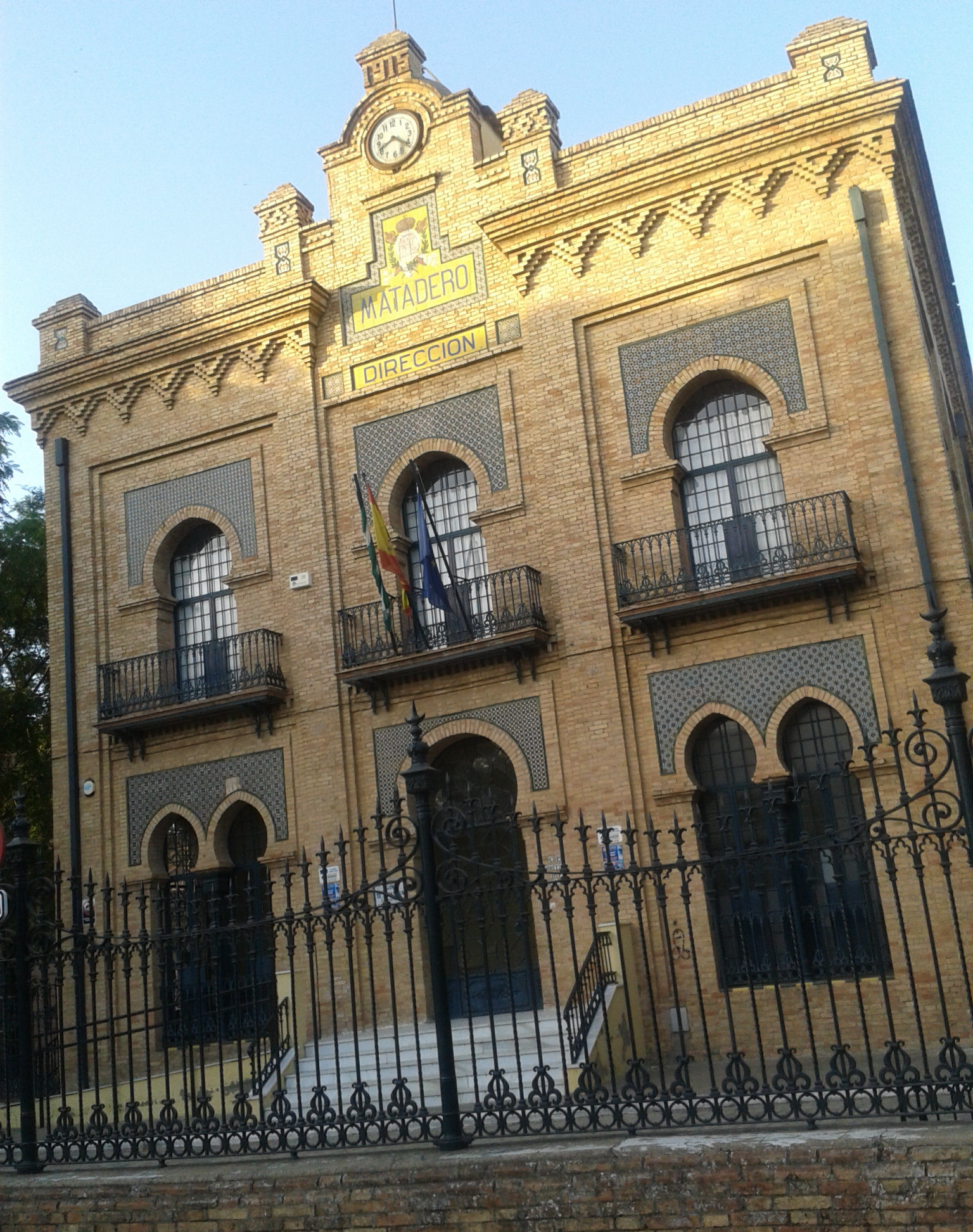
Pabellón de Dirección del antiguo matadero de Sevilla

El antiguo matadero de Sevilla fue construido en 1916. Es de estilo neomudéjar y sus ladrillos vistos con azulejos y teja plana, lo convierten en un edificio típico de la arquitectura regionalista sevillana. Fue proyectado por el entonces arquitecto municipal, José Sáez y López. 
En la actualidad alberga sirve como sede del colegio Ortiz de Zúñiga, el instituto Ciudad Jardín, el Conservatorio Francisco Guerrero, el centro de educación permanente «América» y la sede de la Banda Sinfónica Municipal y forma parte también de la Delegación provincial de Educación, aunque ésta se levanta en unos terrenos aledaños al que fuera edificio original.

## Ubicación
Está situado entre la Ronda del Tamarguillo y la avenida Ramón y Cajal, cerca del barrio del Cerro del Águila y del barrio del Juncal.

## Historia

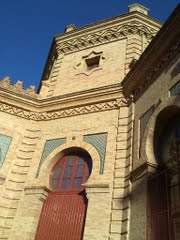
Instalaciones del Antiguo Matadero.

El matadero municipal de Sevilla estaba formado por dos partes: El matadero que da a la avenida Ramón y Cajal y el Mercado de reses vivas que da a la parte posterior.
El mercado de ganado estaba formado por tres pabellones con varias dependencias y presididos por el pabellón de contrato completa el mercado los diversos espacios cubiertos con pilas, pesebres, abrevaderos y corrales donde se apartaban las reses que venían del sacrificio.
A estas instalaciones traían el ganado para su despiece. Cada tipo de ganado tenía un edificio propio preparado para dar muerte al animal.
Durante la riada del Tamarguillo de 1961 muchas personas recibieron cobijo entre sus muros. 
En 1980 se decidió rehabilitar el matadero y readaptarlo para ser usado como colegio para ello se hizo una restauración que permitió la inauguración del colegio en el año 1981. Desde 1983 y hasta junio de 1984 fue conocido como Colegio Público Matadero. A partir de esa fecha se denominó CP Diego Ortiz de Zúñiga en recuerdo a ese historiador de la ciudad de Sevilla.
En 1997 las lluvias, tras años de sequía, produjeron inundaciones en sus sótanos, produciéndose la degradación del matadero.

## Actualidad
En la actualidad se encuentran el Colegio Ortiz de Zúñiga, el Conservatorio Profesional de música Francisco Guerrero y Centro de Adultos América.

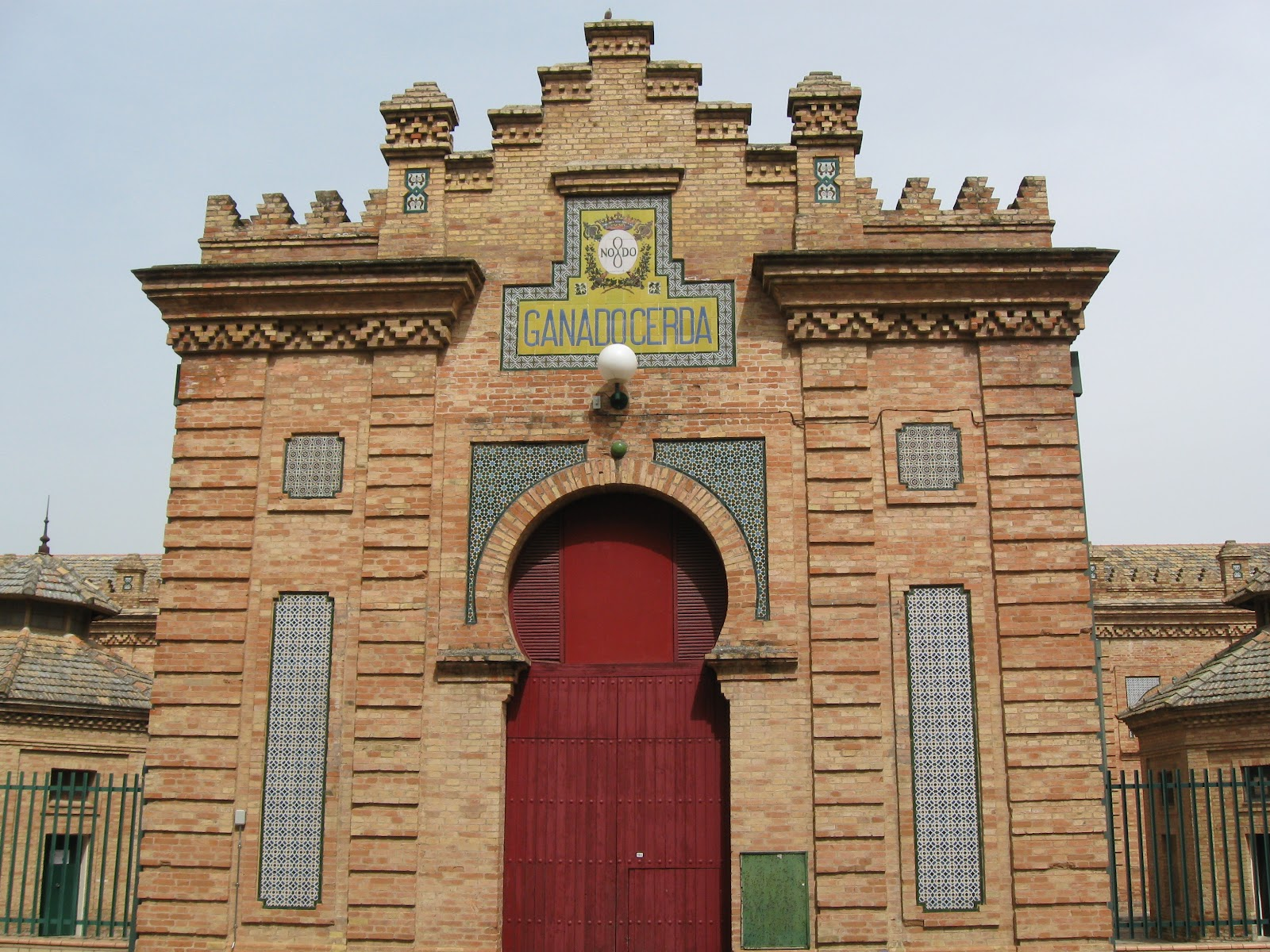
Instalaciones del Antiguo Matadero.

## Colegio Ortiz de Zúñiga
De lo que fue el antiguo matadero, actualmente el colegio ocupa cinco naves: dos rectangulares divididas en dos plantas donde se ubican las aulas de Educación Primaria e Infantil, la nave trasera del edificio donde se ubican las aulas, el comedor, los talleres de educación especial, el aula matinal y el aula de música, la nave central destinada a funciones administrativas y una nave posterior a esta de la que el centro utiliza tres partes: el salón de usos múltiples, gimnasio y el salón de actos que es compartido con el Conservatorio de Música Francisco Guerrero.

## Conservatorio Francisco Guerrero
Conservatorio Profesional de Música Francisco Guerrero comenzó a funcionar en septiembre de 1988. Debe su nombre al compositor sevillano del Renacimiento Francisco Guerrero.

## Centro de Adultos América
Está ubicado en la avenida Ronda del Tamarguillo. A él asisten personas de distintas edades para dar clases.